# Johannes Dieker
Johannes Dieker (* 8. Oktober 1880 in Lichtenvoorde; † 26. Juni 1968 in Coesfeld) war ein deutscher Kommunalpolitiker und ehrenamtlicher Landrat (CDU).

## Leben und Beruf
Nach dem Schulbesuch absolvierte Dieker eine kaufmännische Ausbildung und war ab 1905 in Bocholt bei der Allgemeinen Ortskrankenkasse tätig. Nach einer Beschäftigung bei den Christlichen Gewerkschaften war er erneut bei der AOK als Geschäftsführer und später als Verwaltungsdirektor tätig. Von 1939 bis 1945 war er bei der Kreisverwaltung Coesfeld dienstverpflichtet. Er war verheiratet und hatte sechs Kinder.
Dieker war Zentrumsmitglied und gehörte 1945 zu den Gründungsmitgliedern der CDU im Kreis Coesfeld. Von 1945 bis 1953 war er erster Kreisvorsitzender der CDU.
Mitglied des Kreistages des Kreises Coesfeld war er von 1946 bis zum 30. September 1951. Vom 3. April 1946 bis zum 28. November 1949 war er Landrat des Kreises Coesfeld.

## Sonstiges
Am 28. März 1964 wurde Dieker das Bundesverdienstkreuz am Bande verliehen.